# اریک بالفور
اریک سالتر بالفور (به انگلیسی: Eric Salter Balfour)(زاده ۲۴ آوریل ۱۹۷۷) بازیگر و خوانندهٔ آمریکایی سریال‌های تلویزیونی است. او به خاطر بازی در نقش مایلو پرسمن در سریال ۲۴ و نقش دوک کراکر در سریال پناهگاه مشهور شده‌است. از دیگر فیلم‌هایش در مقام بازیگر می‌توان با من بخواب، در موقعیت او و روح را نام برد.

## زندگی شخصی
بالفور در لس آنجلس، کالیفرنیا زاده شد. مادر او شارون بالفور مشاور ازدواج و پدرش دیوید بالفور کایروپرکتیک است. او یک خواهر کوچک‌تر به نام توری دارد.

## زندگی حرفه‌ای

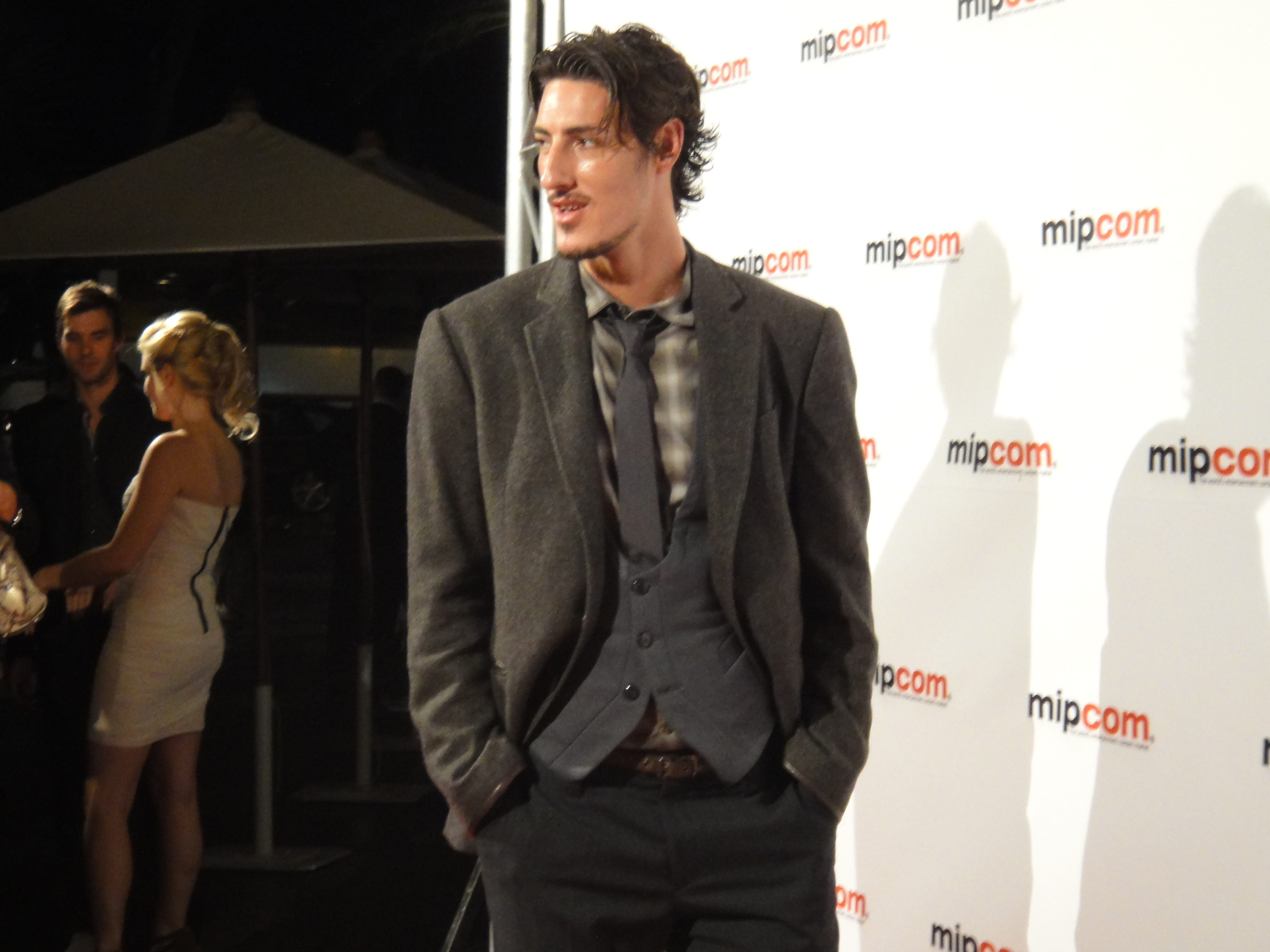
این تصویر اریک بالفور، بازیگر آمریکایی را در یک مراسم فرش قرمز نشان می‌دهد. بالفور اولین بار در سال 1991 در یک برنامه کودک ظاهر شد و پس از آن در سریال‌های مختلفی از جمله "بافی قاتل خون‌آشام‌ها" نقش‌آفرینی کرد.

بالفور در سال ۱۹۹۱ برای اولین بار در یک فصل از یک برنامه کودک ظاهر شد. سپس در سال ۱۹۹۷ در سریال بافی قاتل خون‌آشام‌ها به عنوان یکی از قربانی‌ها در سریال بازی کرد. او در سه سریال کوتاه در نقش‌های اصلی ظاهر شد. سریال هاوایی که از شبکه NBC پخش می‌شد، پس از پخش ۷ اپیزود متوقف شد. سریال یوپی‌ان و سریال سکس و راز پس از پخش ۴ اپیزود متوقف شد. در سال ۲۰۰۵ بالفور در فیلم سکسی با من بخواب در نقش مقابل لورن لی‌اسمیت بازی کرد. در سال ۲۰۰۶ بالفور در سریال جنایی و درامای شبکه NBC به نام محکومیت بازی کرد. این سریال هم نیمه‌تمام ماند.
بالفور در سال ۲۰۰۱، در سریال ۲۴ هفت اپیزود در نقش مایلو پرسمن تکنسین کامپیوتر بازی کرد. پنج سال بعد دوباره در فصل ششم این سریال ۱۹ اپیزود بازی کرد و به درخواست خودش از این مجموعه خارج شد.
در سال ۲۰۰۹ او به همراه لوئیس لومباردی در یک اپیزود از سریال مانک بازی کرد. لوئیس لومباردی هم یکی از نقش‌آفرینان سریال ۲۴ است.
هم‌اکنون او در نقش دوک کراکر در سریال پناهگاه به ایفای نقش می‌پردازد.
او همچنین در فیلم‌های دلبر آمریکایی، نمی‌توانم صبر کنم و گسترش بازی کرده‌است.